# Гехинген
Гехинген (њем. Gechingen) општина је у њемачкој савезној држави Баден-Виртемберг. Једно је од 25 општинских средишта округа Калв. Према процјени из 2010. у општини је живјело 3.871 становника. Посједује регионалну шифру (AGS) 8235029.

## Географски и демографски подаци
Гехинген се налази у савезној држави Баден-Виртемберг у округу Калв. Општина се налази на надморској висини од 460-565 метара. Површина општине износи 14,7 km². У самом мјесту је, према процјени из 2010. године, живјело 3.871 становника. Просјечна густина становништва износи 264 становника/km².